# 稚内警察署
稚内警察署（わっかないけいさつしょ、英語：Wakkanai Police Stations，Asahikawa Area，Hokkaido）は、北海道宗谷地方の北部に位置する、北海道警察旭川方面本部が管轄する警察署の一つであり、日本最北の警察署である。

## 管轄区域
- 稚内市
- 礼文郡礼文町 ‐（宗谷総合振興局管内）
- 利尻郡利尻町および利尻富士町
- 宗谷郡猿払村

## 所在地
- 北海道稚内市大黒1丁目6番48号

## 沿革
- 1879年（明治12年）7月：宗谷村に宗谷警察署設置。
- 1884年（明治17年）2月：増毛警察署宗谷分署となる。
- 1887年（明治20年）5月：再び宗谷警察署となり、利尻島鬼脇、礼文島香深に分署設置。
- 1888年（明治21年）9月：本署を稚内に移転。
- 1924年（大正13年）2月：稚内警察署と改称。
- 1926年（大正15年）7月：鬼脇、香深の分署が警察署として独立。
- 1942年（昭和17年）11月：鬼脇警察署、香深警察署を廃止し、稚内警察署に統合。
- 1948年（昭和23年）3月：稚内地区警察署と稚内町警察（後の稚内市警察）に分離発足。
- 1954年（昭和29年）7月：北海道警察に統合され旭川方面稚内警察署となる。

## 組織
- 署長
- 副署長
- 警務課（警務係、犯罪被害者支援係、相談係、管理係）
- 会計課（会計係）
- 生活安全課（生活安全係）
- 地域課（地域係、水上係）
- 刑事課（刑事係、鑑識係）
- 交通課（交通係）
- 警備課（公安係、外事係、警備係）

## 交番・駐在所および所在地

### 稚内市
- 朝日交番（朝日1-1-5）
- 大黒交番（大黒3-2-6）
- 中央交番（中央4-5-27）
- 声問駐在所（声問3-11-3）
- 宗谷駐在所（大字宗谷村字宗谷158）
- 宗谷岬駐在所（宗谷岬5-21） - 日本最北端の駐在所
- 沼川駐在所（大字声問村字沼川2529）
- 野寒布駐在所（ノシャップ1-3-5）
- 勇知駐在所（大字抜海村字上勇知原野591-19）
- 稚内空港警備派出所（大字声問村字声問6744）

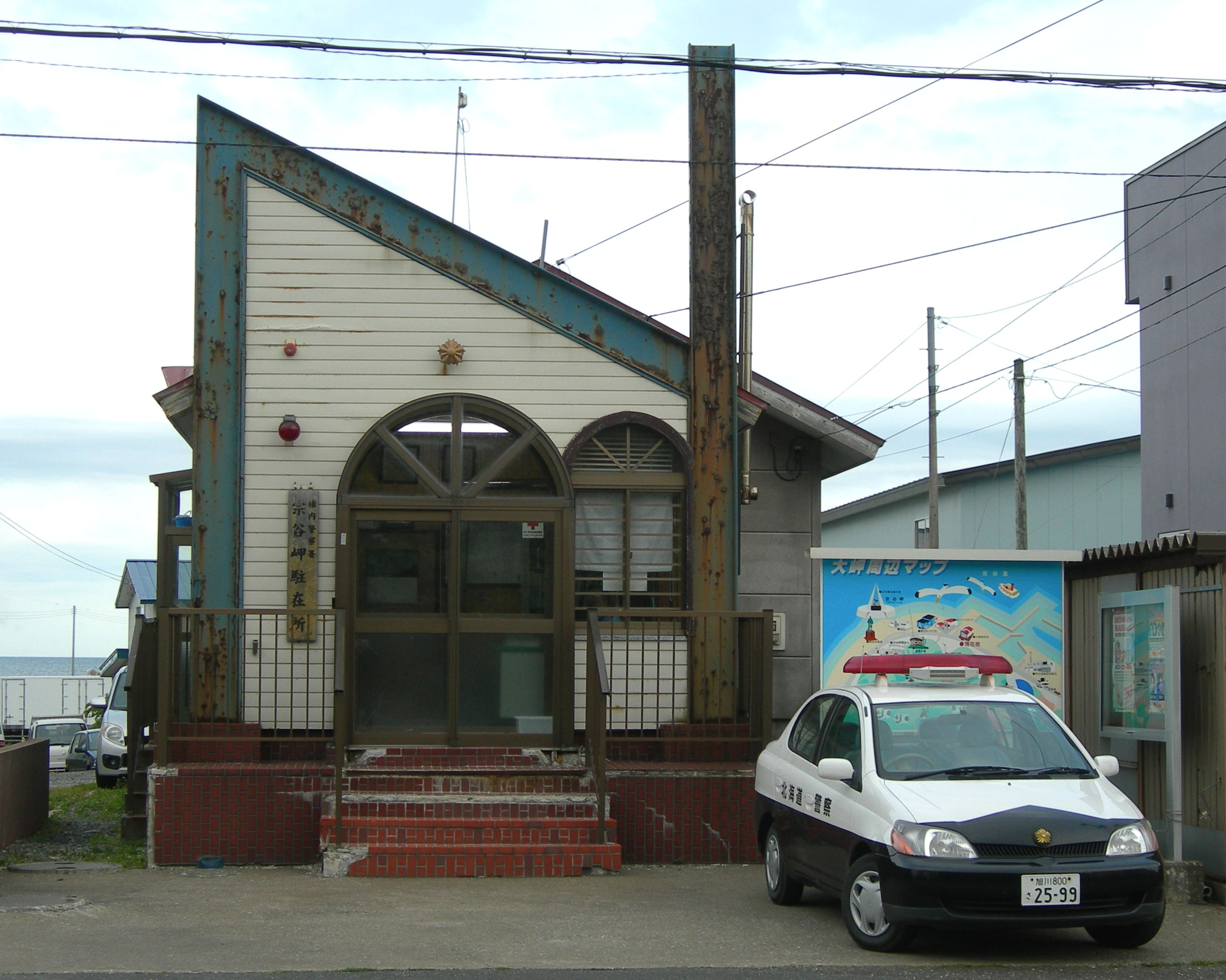
宗谷岬駐在所（2009年9月）

### 利尻町
- 沓形駐在所（沓形字日出63-1）
- 仙法志駐在所（仙法志字本町90）

### 利尻富士町
- 鬼脇駐在所（鬼脇字鬼脇262）
- 鴛泊駐在所（富士町鴛泊字栄町156）
- 利尻空港警備派出所（鴛泊字本泊1143）

### 礼文町
- 香深駐在所（大字香深字トンナイ700）
- 船泊駐在所（大字船泊村字ヲションナイ310-1）

### 猿払村
- 鬼志別駐在所（鬼志別東25）
- 知来別駐在所（知来別4690-36）

## 警備艇
- そうや 北5（21.00 t）

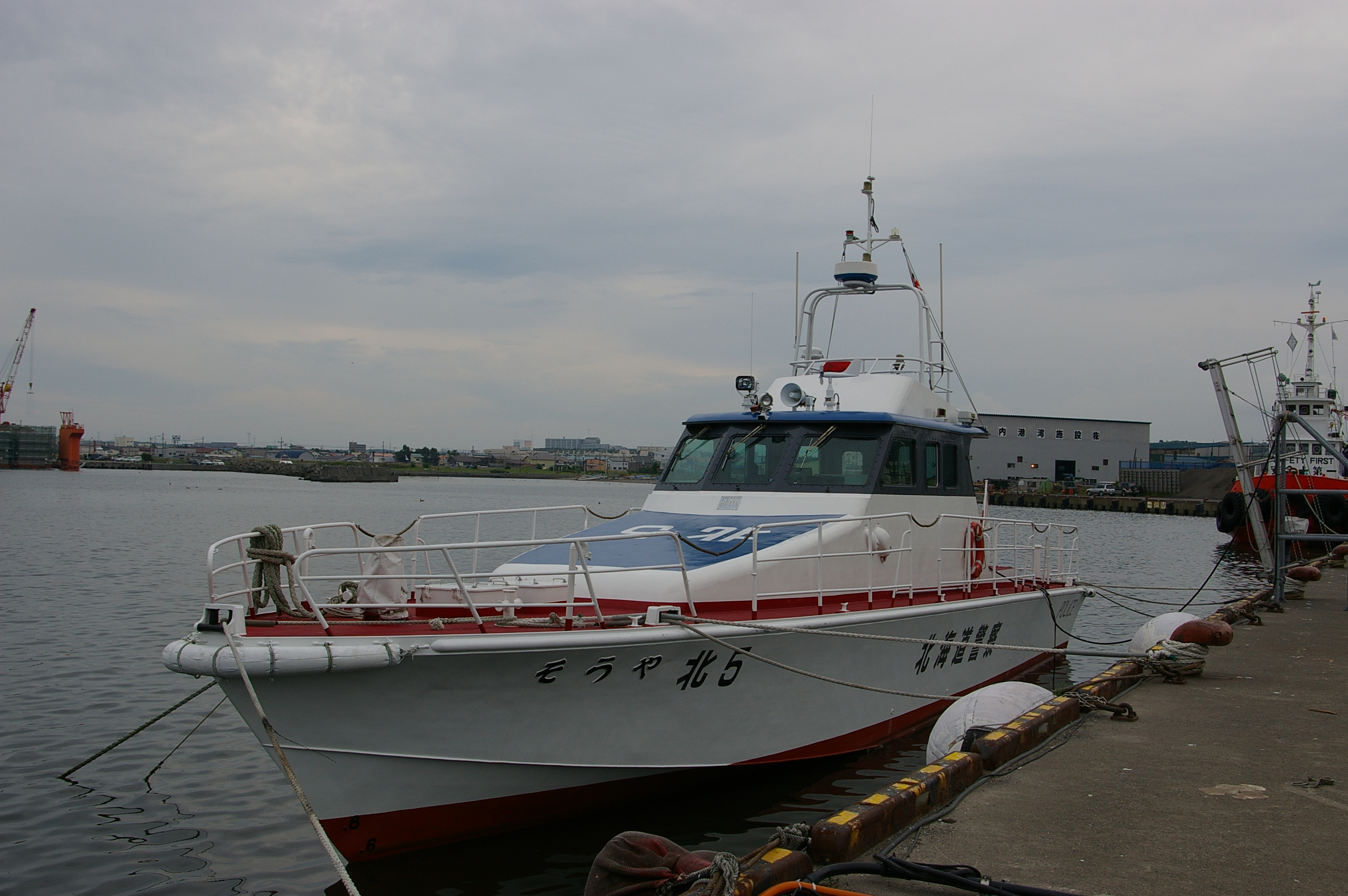
警備艇そうや（2006年8月）

## その他
北海道警察は、稚内市内の声問駐在所（声問3）および野寒布駐在所（ノシャップ1）の2か所を廃止して、2026年（令和8年）4月にそれぞれ朝日交番（朝日1）と中央交番（中央4）に統合する予定である。道警によると、道内に約700か所ある交番・駐在所の建物のうち、約200か所が耐用年数を超え、建て替えや統廃合を進めている。2026年（令和8年）4月には道内で10か所ほどを予定しており、宗谷・留萌両管内では声問と野寒布の両駐在所が対象とのこと。声問駐在所は1993年に建った木造平屋建てで、2015年に耐用年数が切れた。
　道警によると、統合先の朝日交番から約4キロ、車で9分（夏）の位置にある。統合で同交番は4人から5人体制となる。野寒布駐在所も木造平屋建てで15年に耐用年数を迎えた。統合先の中央交番からは約4キロ、車で10分（夏）の場所にある。統合で同交番の体制は6人から7人になる。
　6月15日の説明会は声問町内会館で開かれ、住民ら約30人が出席した。道警は昨秋から市、市議会、町内会などに統廃合の方針を伝えており、この日は町内会の求めに応じて道警本部地域部地域企画課の担当者らが質疑に応じた。